# خمیدگی بزرگ معده
خمیدگی بزرگ معده (به انگلیسی: Greater curvature of the stomach) اصطلاحی در تعریف بخشی از معده است که انبساط معده را انجام می‌دهد و چهار یا پنج بار به عنوان یک بخش عضلانی طویل، این کار را انجام می‌دهد.

## نگارخانه

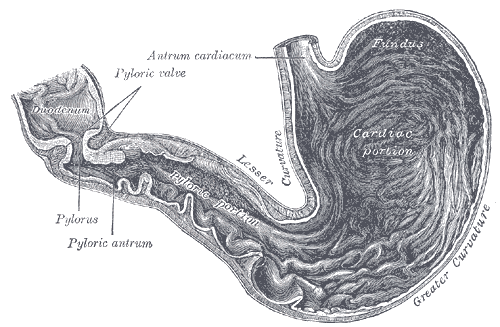
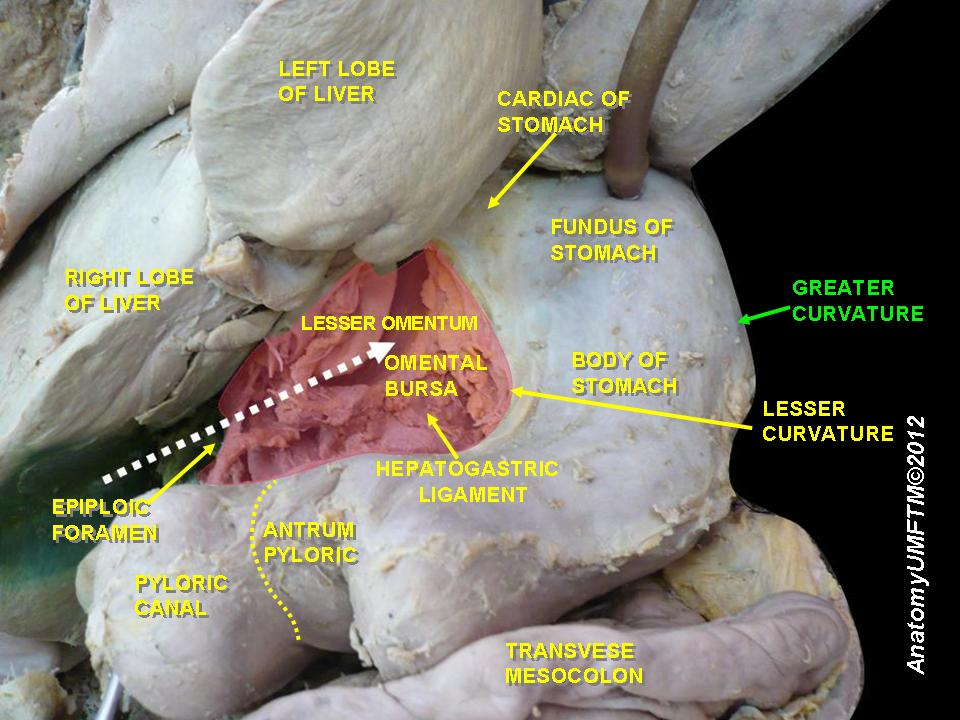